# 扶桑町図書館
扶桑町図書館（ふそうちょうとしょかん）は、愛知県丹羽郡扶桑町の公共図書館である。
2013年度（平成25年度）末の蔵書数は142,468点、貸出数は342,402点だった。2014年（平成26年）3月1日時点の扶桑町の人口は34,270人であるため、1人あたり貸出数は6.4点だった。総貸出数のうち扶桑町民の貸出数は220,190点であり、残りの122,212点は扶桑町民以外による貸出だった。2013年度予算における図書館費は3555万8000円であり、うち資料購入費は1044万9000円だった。

## 歴史

### 図書室時代（1974年 - 1987年）
1950年（昭和25年）に扶桑町中央公民館が建設され、講座や講演会などが開催されていた。1974年（昭和49年）5月には扶桑町立扶桑中学校の体育館が新築され、2階の一部が扶桑町中央公民館分室となったうえに、分室内に扶桑町図書室が開設された。開設時の蔵書数は1,321冊であり、週2日程度開館していた。1980年（昭和55年）1月には蔵書数が8,370冊となった。
1980年12月には高木字稲葉に扶桑町中央公民館の新館が建設され、扶桑町図書室は扶桑中学校体育館から中央公民館の一室に移転した。休日を除く毎日開館となり、1985年（昭和60年）3月には蔵書数が1万数千冊に達した。図書室の利用率が高まり、町民の間で独立館の建設が希求された。図書館開館前の1986年（昭和61年）時点で、図書室の床面積は80m2であり、蔵書数は約18,000冊だった。

### 扶桑町図書館（1987年 - ）

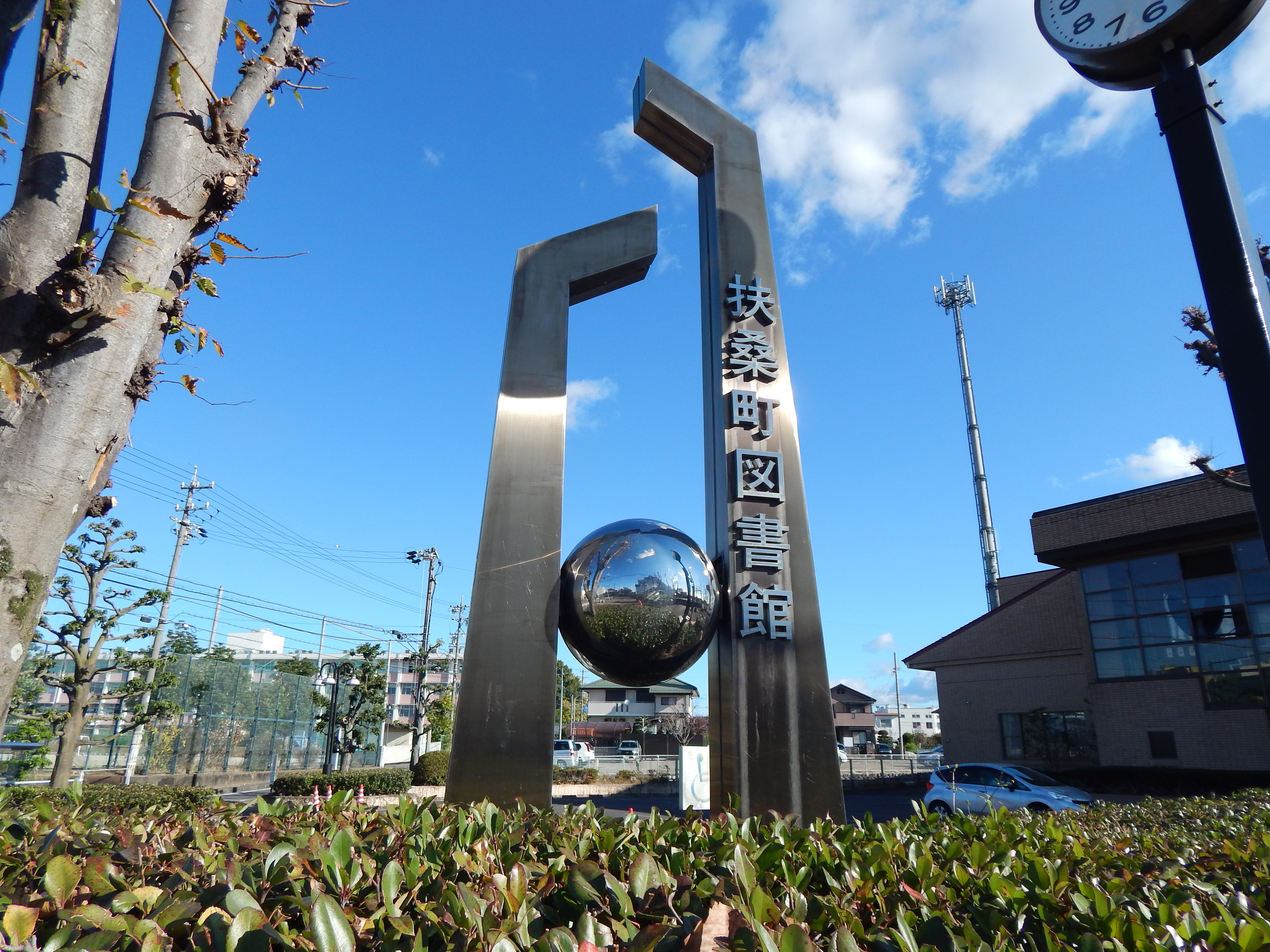
シンボルタワー

2本の柱からなるシンボルタワーは「人と人とのふれあい」をモチーフにデザインされている。
1985年（昭和60年）4月には図書館の建設が決定し、扶桑町図書館資料館建設審議会が設置されて審議を行った。扶桑町中央公民館（1980年開館）、扶桑町立扶桑北中学校（1982年開館）、扶桑文化会館（図書館開館8年後の1995年開館）が集まる「文化ゾーン」に建設されることとなり、1986年（昭和61年）8月に着工、1987年（昭和62年）3月に竣工した。建設費は3億7000万円。
図書館条例や規則を制定し、図書や視聴覚機器などを購入した上で、1987年7月25日に扶桑町図書館が開館した。1階には一般開架室、児童開架室、視聴覚コーナー、ラウンジコーナー、レファレンス室、閉架書庫などがあり、2階には学習室、視聴覚室、ギャラリーなどがある。建物外観はれんが色（茶色）を基調としており、建物入口へのアプローチは緑豊かな並木道となっている。敷地北側の裏庭は日本庭園となっている。
開館時の蔵書数は約30,000冊だった。開館時の開館時間は10時から18時であり、休館日は火曜日・第3金曜日・祝日・年末年始だった。開館と同時に名鉄犬山線扶桑駅と柏森駅に返却ポストが設置されている。1988年（昭和63年）1月末までの半年間の入館者数は95,869人、貸出点数は108,443点であり、『尾北ホームニュース』はこれを「驚異的な数字」と報じている。開館時から10代にも魅力ある図書館を目指しており、カウンター近くにはヤングコーナーが設けられたほか、毎月1回は人気ミュージシャンのライブをレーザーディスクで上映する「ヤング・ミュージック広場」を開催した。同年8月には複製絵画の貸出を開始し、1989年（平成元年）8月にはビデオテープの貸出を開始した。
1992年（平成4年）11月17日の第78回全国図書館大会では日本図書館協会から優秀図書館として表彰された。「住民の生涯学習の拠点としての運営に努めたような優れた活動を展開している」との短評を受けている。1991年度（平成3年度）末の蔵書数は85,236冊だったが、1993年度（平成5年度）末の蔵書数は101,347冊となり10万冊を超えた。1993年度にはビデオが5646点貸出され、複製絵画が870点貸出された。
1999年（平成11年）11月には愛知県図書館とオンラインで結ばれた（AICHI.LLネット）。2002年（平成14年）5月にはレファレンス室に利用者インターネット用パソコンを設置し、2003年（平成15年）8月には公式ウェブサイトを開設した。2004年（平成16年）1月には尾張北部広域行政圏5市2町（扶桑町、春日井市、小牧市、犬山市、江南市、岩倉市、大口町）内の公立図書館と相互利用を開始し、それぞれの図書館で貸出が可能となった。2005年（平成17年）8月には東海地区図書館協議会の資料相互利用に関する協定に参加し、大学図書館との間で資料の相互利用を開始した。2012年（平成24年）12月には国立国会図書館レファレンス協同データベースに参加した。

## ギャラリー

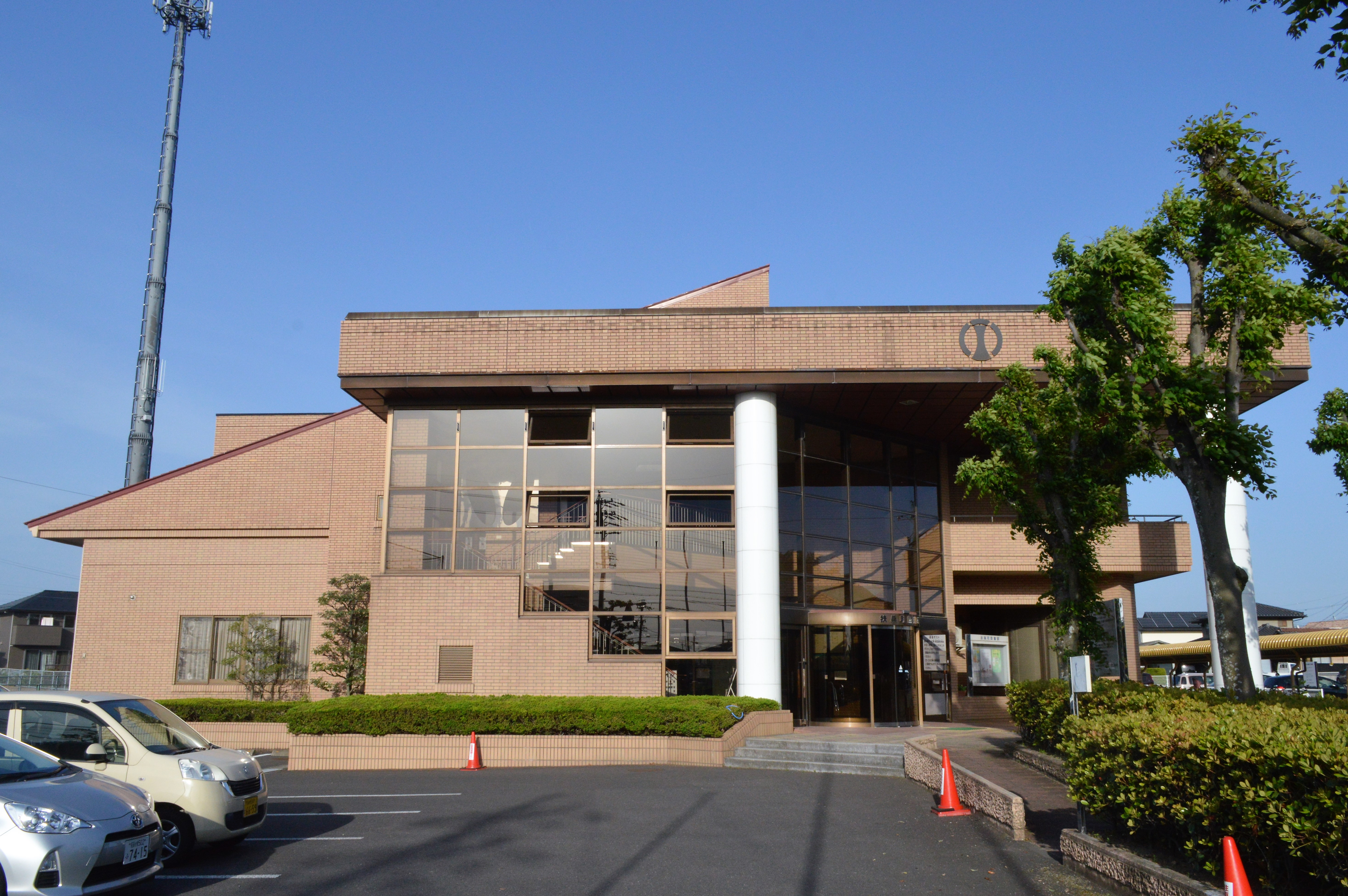
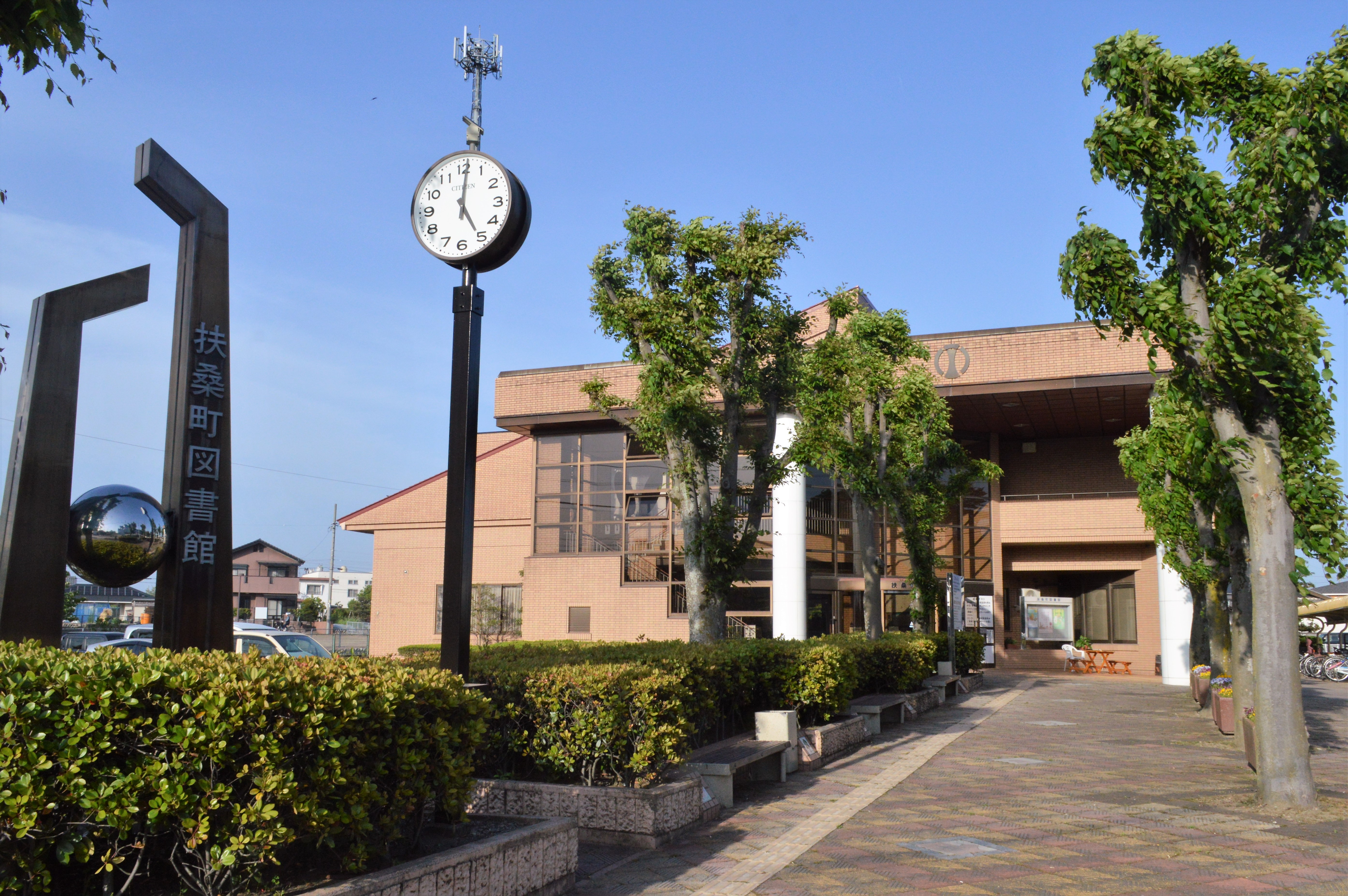
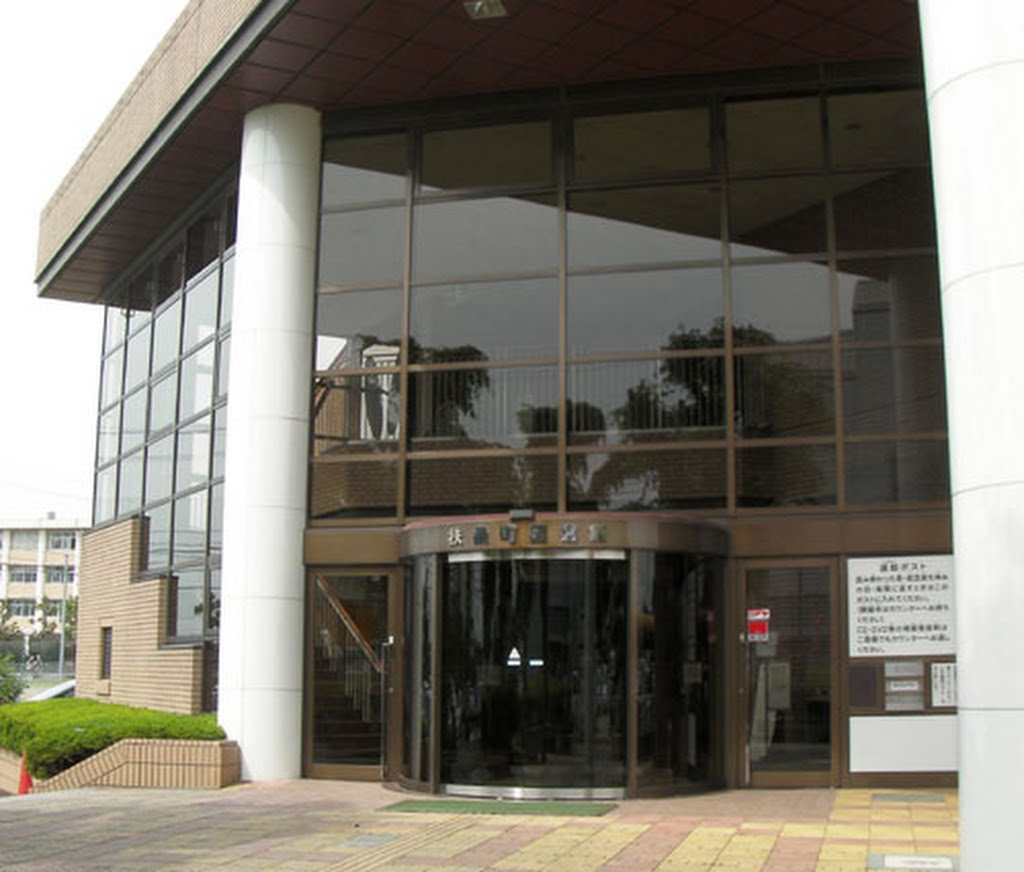

## 利用案内
| 扶桑町図書館の利用案内 | 扶桑町図書館の利用案内                                                                      |
| ---------------------- | ------------------------------------------------------------------------------------------- |
| 開館時間               | 10時-18時                                                                                   |
| 休館日                 | 毎週火曜日、毎月第3水曜日、年末年始、特別整理期間                                           |
| 冊数・期間             | 10点まで・2週間                                                                             |
| 貸出可能者             | 扶桑町在住・在勤・在学者                                                                    |
| 貸出可能者             | 尾張北部広域行政圏5市2町在住者 （扶桑町、春日井市、小牧市、犬山市、江南市、岩倉市、大口町） |

## 事業
| 1998年（平成10年）時点の図書館事業 | 1998年（平成10年）時点の図書館事業 |
| ---------------------------------- | ---------------------------------- |
| ビデオ劇場 一般向け                | 年5回程度                          |
| こどもおもしろゼミナール           | 年6回程度                          |
| その他各種事業                     | 年10回程度                         |
| ヤングミュージック広場             | 年10回程度                         |
| CDクラシックコンサート             | 年5回程度                          |
| 図書館企画展                       | 年10-15回                          |
| 親子紙芝居や朗読など               | 月3-4回                            |